# Instruktor wykładowca PZŻ
Instruktor Wykładowca Polskiego Związku Żeglarskiego – najwyższy stopień instruktorski w Polskim Związku Żeglarskim, ustanowiony dla podniesienia poziomu kształcenia kadr szkoleniowych w polskim żeglarstwie. Przyznawany wieloletnim, doświadczonym instruktorom w dziedzinie żeglarstwa, którzy spełniają dodatkowo określone regulaminem warunki. Obecnie w Polsce uzyskało ten tytuł kilkadziesiąt osób.
Tytuł Instruktora Wykładowcy PZŻ nadawany jest dożywotnio*, natomiast uprawnienia wynikające z posiadania tytułu Instruktora Wykładowcy PZŻ, nadawane są na okres 5 lat, z możliwością przedłużenia na kolejne 5 lat przy spełnieniu warunków określonych w regulaminie instruktorskim PZŻ.
Osoba, której przyznano  tytuł Instruktora Wykładowcy PZŻ posiada legitymację i  odznakę o określonym wzorze zamieszczonym na stronie Komisji Szkolenia PZŻ.
- Po zmianie regulaminu instruktorskiego przez Zarząd Główny PZŻ, od 2010 roku tytuł nadawany jest obecnie tylko na okres 5 lat wraz z uprawnieniami wynikającymi z jego posiadania.Osoby którym przyznano według dotychczasowego regulaminu tytuł Instruktora Wykładowcy PZŻ w okresie od 10.12.2007 do 07.12.2009, tj. przed zmianą Regulaminu Instruktorskiego przez ZG PZŻ, zachowują  dożywotni tytuł Instruktora Wykładowcy PZŻ .

## Wymagania
Warunkiem uzyskania tytułu Instruktora wykładowcy PZŻ jest:
- posiadanie stopień Instruktora Żeglarstwa PZŻ,
- posiadanie stażu co najmniej pięciokrotnego uczestnictwa jako kadra w kursach instruktorskich prowadzonych przez różnych Kierowników Wyszkolenia Żeglarskiego oraz co najmniej trzykrotnego udziału w egzaminach na stopnie kadry szkoleniowej PZŻ,
- posiadanie stażu co najmniej trzykrotnego pełnienia funkcji Kierownika Wyszkolenia Żeglarskiego w szkoleniu żeglarskim, w tym co najmniej jeden raz na kursie na Nauczyciela żeglowania PZŻ lub Młodszego Instruktora Żeglarstwa PZŻ,
- posiadanie opinii z działalności szkoleniowej z Okręgowego Związku Żeglarskiego lub Komisji właściwej ds. szkolenia.

## Uprawnienia
Instruktor Wykładowca PZŻ posiada uprawnienia Instruktora Żeglarstwa PZŻ oraz dodatkowo może pełnić funkcję:
- Kierownika Wyszkolenia Żeglarskiego kursu na stopień Instruktora Żeglarstwa PZŻ,
- przewodniczącego Komisji Egzaminacyjnej na stopień Instruktora Żeglarstwa PZŻ.